# Torneo Internacional Challenger Leon 2003
Il Torneo Internacional Challenger Leon 2003 è stato un torneo di tennis facente parte della categoria ATP Challenger Series nell'ambito dell'ATP Challenger Series 2003. Il torneo si è giocato a León in Messico dal 21 al 27 aprile 2003 su campi in cemento.

## Vincitori

### Singolare
Alex Bogomolov Jr. ha battuto in finale  George Bastl con il punteggio di 7–6(4), 6(3)–7, 6–4

### Doppio
Ota Fukárek /  Jordan Kerr hanno battuto in finale  Alex Bogomolov Jr. /  Alejandro Hernández con il punteggio di 4–6, 6–3, 6–4